# أدريان مارتن
أدريان مارتن (بالإسبانية: Adrián Martín Lucas) مواليد 9 يوليو 1992 في بلنسية، هو متسابق دراجات نارية إسباني. نافس في سباقات بطولة العالم لفئة 125 سي سي.

## النتائج

### حسب الموسم
| الموسم | الفئة     | الدراجة        | السباق | الفوز | المنصة | الانطلاق | أسرع لفة | النقاط | الترتيب |
| ------ | --------- | -------------- | ------ | ----- | ------ | -------- | -------- | ------ | ------- |
| 2008   | 125 سي سي | أبريليا        | 5      | 0     | 0      | 0        | 0        | 1      | 33      |
| 2010   | 125 سي سي | أبريليا        | 16     | 0     | 0      | 0        | 0        | 35     | 15      |
| 2011   | 125 سي سي | أبريليا        | 17     | 0     | 0      | 0        | 1        | 45     | 13      |
| 2012   | موتو 3    | هوندا          | 16     | 0     | 0      | 0        | 0        | 16     | 24      |
| 2012   | موتو 3    | إف تي آر هوندا | 16     | 0     | 0      | 0        | 0        | 16     | 24      |
| إجمالي |           |                | 54     | 0     | 0      | 0        | 1        | 97     |         |

### السباقات حسب السنة
(مفتاح) (السباقات بالخط العريض تشير لترتيب الانطلاق)
| سنة  | الفئة     | الدراجة        | 1      | 2            | 3             | 4          | 5           | 6             | 7           | 8            | 9            | 10           | 11            | 12              | 13         | 14         | 15          | 16            | 17           | المركز النهائي | نقاط |
| ---- | --------- | -------------- | ------ | ------------ | ------------- | ---------- | ----------- | ------------- | ----------- | ------------ | ------------ | ------------ | ------------- | --------------- | ---------- | ---------- | ----------- | ------------- | ------------ | -------------- | ---- |
| 2008 | 125 سي سي | أبريليا        | قطر    | إسبانيا      | البرتغال      | الصين      | فرنسا       | إيطاليا       | كتالونيا    | بريطانيا     | هولندا       | ألمانيا      | تشيك          | سان مارينو ل.ين | إنديانا    | اليابان 25 | أستراليا 17 | ماليزيا 15    | بلنسية ل.ين  | 33             | 1    |
| 2010 | 125 سي سي | أبريليا        | قطر 20 | إسبانيا 13   | فرنسا 15      | إيطاليا ان | بريطانيا 16 | هولندا 16     | كتالونيا 11 | ألمانيا ل.ين | تشيك 11      | إنديانا ل.ين | سان مارينو 15 | أرغون 11        | اليابان 9  | ماليزيا 13 | أستراليا 11 | البرتغال ل.ين | بلنسية ل.ين  | 15             | 35   |
| 2011 | 125 سي سي | أبريليا        | قطر 28 | إسبانيا 12   | البرتغال 9    | فرنسا 14   | كتالونيا 9  | بريطانيا 6    | هولندا 33   | إيطاليا ل.ين | ألمانيا ل.ين | تشيك ل.ين    | إنديانا ل.ين  | سان مارينو 26   | أرغون 9    | اليابان 8  | أستراليا 27 | ماليزيا ل.ين  | بلنسية ن.غ.م | 13             | 45   |
| 2012 | موتو 3    | هوندا          | قطر 20 |              |               |            |             |               |             |              |              |              |               |                 |            |            |             |               |              | 24             | 16   |
| 2012 | موتو 3    | إف تي آر هوندا |        | إسبانيا ل.ين | البرتغال ل.ين | فرنسا ل.ين | كتالونيا 17 | بريطانيا ل.ين | هولندا 18   | ألمانيا ل.ين | إيطاليا 13   | إنديانا ل.ين | تشيك 13       | سان مارينو ل.يب | أرغون ل.ين | اليابان 17 | ماليزيا 10  | أستراليا 12   | بلنسية ل.ين  | 24             | 16   |

## روابط خارجية
- أدريان مارتن على موقع MotoGP.com (الإنجليزية)